# グラスゴー・ウォリアーズ
グラスゴー・ウォリアーズ（英: Glasgow Warriors）は、スコットランド・グラスゴーに本拠地を置くラグビーユニオンクラブである。スタジアムはスコッツタウン・スタジアム。

## 歴史
1872年創設。
2001年、同年に創設されたケルティックリーグ（現・ユナイテッド・ラグビー・チャンピオンシップ）に参加。
2014-15シーズンには初優勝を果たした。
そして2023-24シーズンには9年振りの優勝を果たした。

## タイトル
- プロ14(ケルティックリーグ)…優勝(1回) 2014-15
- ユナイテッド・ラグビー・チャンピオンシップ…優勝(1回)2023-24

## スコッド
2024-25シーズンのスコッド（2024年8月現在）
| フッカー - アンガス・フレイザー - グレーゴル・ヒドルストン - ジョニー・マシューズ - グラント・スチュワート プロップ - ジェイミー・バッティ - アラン・デル - ザンダー・ファーガソン - ネイサン・マクベス - フィン・リチャードソン - パトリック・シカリング - ローリー・サザーランド - セミセ・タラカイ - マーフィー・ウォーカー ロック - スコット・カミングス - JP・デュプレッシー - リッチー・グレイ - アレックス・サムエル - マックス・ウィリアムソン | フランカー/No.8 - グレゴー・ブラウン - ロリー・ダージ - ジャック・デンプシー - マット・ファーガソン - ユアン・フェーリー - ジャック・マン - アーリー・ミラー - シオネ・ヴァイラヌ - ヘンコ・フェンター スクラムハーフ - ベン・アフシャール - ジェミー・ドビー - ジョージ・ホーン - シェーン・ケンネディ フライハーフ - アダム・ヘイスティングス - トム・ジョーダン - ダンカン・ウィアー | センター - ヒュー・ジョーンズ - スタッフォード・マクドウォール - カイル・ステイン - シオネ・トゥイプロトゥ ウイング - セバスティアン・カンセジエレ - ファクンド・コルデロ - カイル・ロウ - ローガン・トロッター フルバック - ジョシュ・マクカー - オリー・スミス |
| | | |
| は共同キャプテン。 | | |

## 歴代所属選手
- マイク・ブレア(Mike Blair)…スコットランド代表85キャップ、スコットランド代表元主将。
- テイラー・パリス(Taylor Paris)…カナダ代表28キャップ、現在はカストル・オランピックに所属。
- ジョン・ウェルシュ(Jon Welsh)…スコットランド代表12キャップ、現在はニューカッスル・ファルコンズに所属。
- ヴィリアミ・マアフ (Viliami Maʻafu) …トンガ代表28キャップ、2011・2015年W杯出場。
- シャルヴァ・マムカシヴィリ(Shalva Mamukashvili)…ジョージア代表64キャップ。
- ケビン・ブライス(Kevin Bryce)…スコットランド代表3キャップ。
- ジョン・バークリー (John Barclay) …スコットランド代表76キャップ。現在はエディンバラに所属。
- ショーン・メイトランド(Sean Maitland)…スコットランド代表48キャップ、現在はエクセター・チーフスに所属。
- フィン・ラッセル(Finn Russell)…スコットランド代表49キャップ、現在はラシン92に所属。
- ジョシュ・ストラウス(Josh Strauss)…スコットランド代表24キャップ、現在はブルズに所属。
- ショーン・ラモント(Sean Lamont)…スコットランド代表105キャップ、2007・2011・2015年W杯出場。
- マーク・ベネット (Mark Bennett) …スコットランド代表22キャップ。現在はエディンバラに所属。
- シラ・プアフィシ (Sila Puafisi) …トンガ代表31キャップ。
- スチュアート・ホッグ(Stuart Hogg)…スコットランド代表76キャップ、現在はエクセター・チーフスに所属。
- ネミア・ケナタレ(Nemia Kenatale)…フィジー代表39キャップ、2011・2015年W杯出場。
- コナー・ブレイズ(Connor Braid)…カナダ代表26キャップ、2015年W杯出場。
- ライアン・グラント(Ryan Grant)…スコットランド代表25キャップ、2015年W杯出場。
- グレッグ・ピーターソン(Greg Peterson)…アメリカ代表30キャップ、現在はニューカッスル・ファルコンズに所属。
- リッチー・バーノン(Richie Vernon)…スコットランド代表24キャップ、2011・2015年W杯出場。
- マーク・ロバートソン(Mark Robertson)…リオ五輪の7人制イギリス代表で銀メダル獲得。
- ジャスティス・シアーズ＝ドゥル(Djustice Sears-Duru)…カナダ代表52キャップ。現在はシアトル・シーウルブズに所属。
- ロス・フォード(Ross Ford)…スコットランド代表111キャップ、2007・2011・2015年W杯出場、スコットランド代表最多キャップ。
- ヘンリー・ピルゴス (Henry Pyrgos) …スコットランド代表28キャップ。現在はエディンバラに所属。
- ゴードン・リード (Gordon Reid) …スコットランド代表41キャップ。現在はノーサンプトン・セインツに所属。
- シウア・ハラヌコヌカ (Siua Halanukonuka) …トンガ代表13キャップ。現在はUSAペルピニャンに所属。
- ジョニー・グレイ (Jonny Gray) …スコットランド代表57キャップ。現在はエクセター・チーフスに所属。
- ティム・スウィンソン (Tim Swinson) …スコットランド代表38キャップ。現在はサラセンズに所属。
- DTH・ファン・デル・メルヴァ(DTH van der Merwe)…カナダ代表61キャップ。現在はLAギルティニスに所属。
- マス・ドロコロ(Mesu Dolokoto)…フィジー代表15キャップ、2019年W杯出場。
- レオネ・ナカラワ(Leone Nakarawa)…フィジー代表62キャップ、現在はRCトゥーロンに所属。
- TJ・イオアネ (TJ Ioane) …サモア代表25キャップ。現在はロンドン・アイリッシュに所属。
- フォトゥ・ロコトゥイ (Fotu Lokotui) …トンガ代表13キャップ。現在はSUアジャンに所属。
- アダム・ヘイスティングス (Adam Hastings) …スコットランド代表23キャップ。現在はグロスター・ラグビーに所属。
- ヒュー・ジョーンズ (Huw Jones) …スコットランド代表26キャップ。現在はハーレクインズに所属。
- リー・ジョーンズ (Lee Jones) …スコットランド代表10キャップ。
- ブライアン・アライヌウエセ (Brian Alainu'uese) …サモア代表5キャップ。現在はRCトゥーロンに所属。
- ニコラ・マタワル(Nikola Matawalu)…フィジー代表40キャップ、2015・2019年W杯出場。
- トミー・シーモア (Tommy Seymour) …スコットランド代表55キャップ、2015・2019年W杯出場。
- ピーター・ホーン(Peter Horne)…スコットランド代表45キャップ、2015・2019年W杯2大会出場。
- ライアン・ウィルソン(Ryan Wilson)…スコットランド代表通算50キャップ、2015・2019年W杯2大会出場。
- フレーザー・ブラウン(Fraser Brown)…スコットランド代表通算57キャップ、2015・2019年W杯2大会出場。
- サム・ジョンソン(Sam Johnson)…スコットランド代表27キャップ、現在はCAブリーヴに所属。
- ジョージ・ターナー(George Turner)…スコットランド代表45キャップ、現在はコベルコ神戸スティーラーズに所属。
- シモン・ベルクハーン(Simon Berghan)…スコットランド代表通算33キャップ、2023年W杯出場。
- アリ・プライス(Ali Price)…スコットランド代表66キャップ、現在はエディンバラ・ラグビーに所属。
- エンリケ・ピエレット(Enrique Pieretto)…アルゼンチン代表23キャップ、現在はワラターズに所属。